# NGC 6603
NGC 6603 (другие обозначения — OCL 36, ESO 590-SC17) — рассеянное скопление в созвездии Стрелец.
Этот объект входит в число перечисленных в оригинальной редакции «Нового общего каталога».